# La Gloria (Funi)
La Gloria è un dipinto di Achille Funi. Eseguito nel 1940, appartiene alle collezioni d'arte della Fondazione Cariplo.

## Descrizione
La figura, recante in mano la corona d'alloro, è realizzata con notevole precisione e finitezza, nonostante la natura preparatoria del lavoro.

## Storia
Come per Minerva, si tratta di un cartone preparatorio per il mosaico del soffitto della sala riunioni della Ca' de Sass. Un'altra versione del disegno fu pubblicata nel 1940 quale illustrazione di copertina della rivista Civiltà. L'opera è stata esposta in due mostre retrospettive sull'autore, allestite nel 1973 a Milano e nel 1988 a Roma; in quest'ultima occasione venne acquistata dalla Fondazione Cariplo.